# Vess Ossman

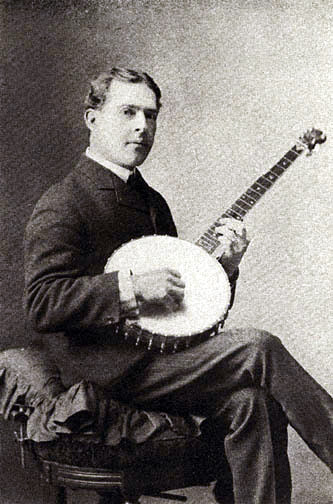
Vess Ossman med banjo.

Vess Ossman, född den 21 augusti 1868, död den 7 december 1923, var en amerikansk banjoist under decennierna runt sekelskiftet 1800-1900. Han spelade marschmusik, cakewalk och rag. Han ackompanjerade också populära sångare som Arthur Collins och Len Spencer. Tillsammans med Audley Dudley skapade han gruppen the Ossman-Dudley Trio. Han ledde också ett dansband, the Ossman's Singing and Playing Orchestra i Dayton och Indianapolis. Ossman spelade i den klassiska banjostilen. Bland låtarna kan nämnas "St. Louis Tickle", "Yankee Doodle", "Rusty Rags", "Maple Leaf Rag", "The Stars and Stripes Forever", "A Bit of Blarney", "My Irish Molly O", "A Gay Gosson", "Yankee Girl", "Bill Simmons" och "Karama".